# روبرت نيلسون (سياسي)
روبرت نيلسون (بالإنجليزية: Robert Frederick William Robertson Nelson)‏ هو سياسي بريطاني (وحمل سابقاً جنسية المملكة المتحدة لبريطانيا العظمى وأيرلندا)، ولد في 1888، وتوفي في 1932. في الانتخابات العمومية البريطانية 1918 ‏، انتخب عضو برلمان المملكة المتحدة الـ31 عن دائرة Motherwell (UK Parliament constituency) ‏ (14 ديسمبر 1918 – 26 أكتوبر 1922).